# Balilihan
Balilihan ist eine philippinische Stadtgemeinde in der Provinz Bohol. Sie hat 17.903 Einwohner (Zensus 1. August 2015).
Den Namen erhielt die Gemeinde von dem Gras balili, welches in der Gegend reichlich vorkommt. Die Gründung der Gemeinde Balilihan erfolgte am 29. September 1828. Davor gehörte das Gebiet zu der sehr viel älteren Gemeinde Baclayon.

## Baranggays
Balilihan ist politisch in 31 Baranggays unterteilt.
| - Baucan Norte - Baucan Sur - Boctol - Boyog Norte - Boyog Proper - Boyog Sur - Cabad - Candasig - Cantalid - Cantomimbo - Cogon | - Datag Norte - Datag Sur - Del Carmen Este (Pob.) - Del Carmen Norte (Pob.) - Del Carmen Weste (Pob.) - Del Carmen Sur (Pob.) - Del Rosario - Dorol - Haguilanan Grande - Hanopol Este | - Hanopol Norte - Hanopol Weste - Magsija - Maslog - Sagasa - Sal-ing - San Isidro - San Roque - Santo Niño - Tagustusan |  |

## Bilder

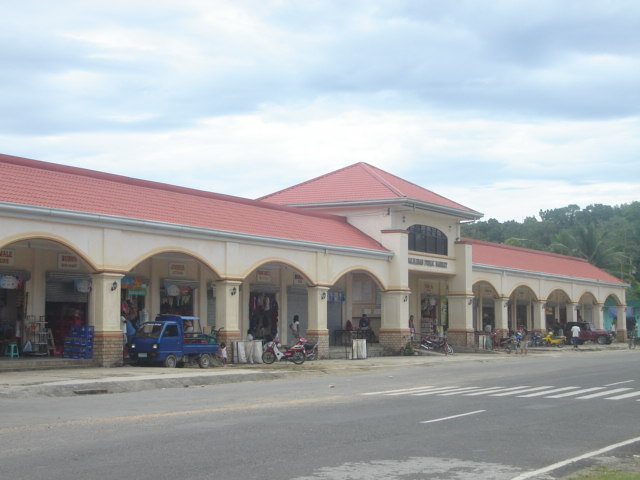
Öffentlicher Markt von Balilihan
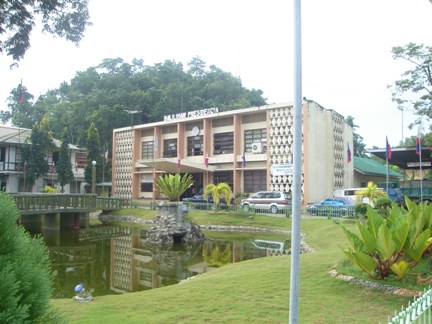
Gemeindeverwaltung von Balilihan
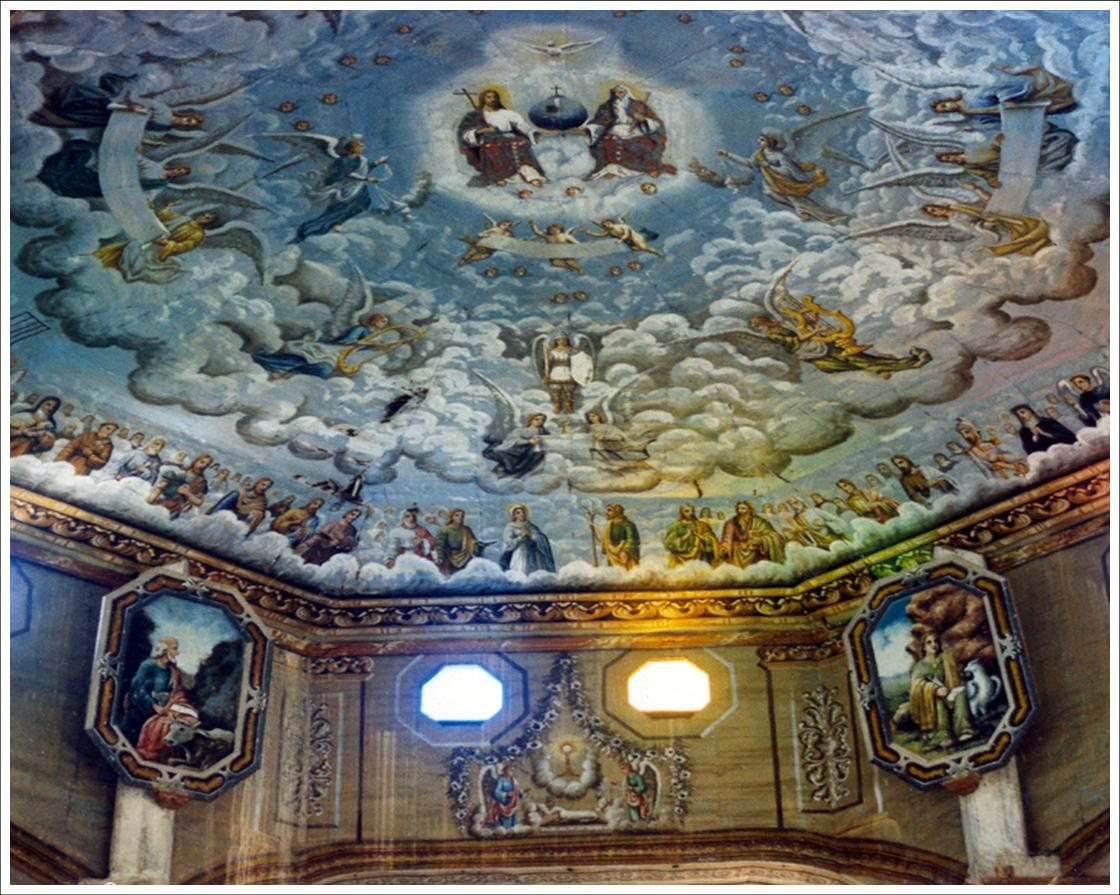
Deckengemälde in der röm. katholischen Kirche von Balilihan